# Zaljev Kuşadası
Zaljev Kuşadası (tur. Kuşadası Körfezi) je mali zaljev u Egejskom moru koji odvaja grčki otok Sam od kopna Turske. Kuşadası je ljetovalište na zapadnoj obali Egejskog mora u Turskoj, u zaljevu Kuşadası.Grčki otok Sam ograničava zaljevom Kuşadası sa juga i jugozapada, a kopneni dio Turske sa sjevera i istoka. Tjesnac Mycale također odvaja otok Samos od turskog kopna i povezuje zaljev Kuşadası s vodama jugozapadno od Turske i južno od otoka Sama.
Dana 30. listopada 2020. smrtonosni Potres jačine 7,0 Mw  pogodio je zaljev i izazvao mali tsunami, usmrtivši 117 ljudi u Turskoj i dvoje na otoku Samu.

## Vanjske poveznice
|  | Zajednički poslužitelj ima još gradiva o temi Zaljev Kuşadası |